# Conostegia extinctoria
Conostegia extinctoria är en tvåhjärtbladig växtart som först beskrevs av Aimé Bonpland, och fick sitt nu gällande namn av David Don och Dc.. Conostegia extinctoria ingår i släktet Conostegia och familjen Melastomataceae. IUCN kategoriserar arten globalt som starkt hotad. Inga underarter finns listade i Catalogue of Life.